# Aéroport de Marabá
L'aéroport de Marabá aussi appelé João Correa da Rocha Airport (code IATA : MAB • code OACI : SBMA) est l'aéroport de Marabá au Brésil.
Il est exploité par Infraero.

## Historique
L'aéroport a été inauguré le 20 mai 1978.

## Situation
| \| 200 km1:42 212 000 \| São Paulo-Guarulhos São Paulo-Congonhas Brasília Rio-Galeão Belo Horizonte Campinas Rio-Santos-Dumont Recife Porto Alegre Salvador Fortaleza Curitiba Florianópolis Belém Vitória Goiânia Manaus Navegantes |
| 200 km1:42 212 000 |

## Statistiques
Pour des raisons techniques, il est temporairement impossible d'afficher le graphique qui aurait dû être présenté ici.

Voir la requête brute et les sources sur Wikidata.

## Compagnies aériennes et destinations
| Compagnies              | Destinations    |
| ----------------------- | --------------- |
| Azul Brazilian Airlines | Belém, Carajás  |
| Gol Airlines            | Belém, Brasília |
| LATAM Brasil            | Belém, Brasília |

Édité le 12/04/2018

## Accidents et incidents
- Le 3 septembre 1989: un Varig Boeing 737-241 (enregistrement PP-VMK) au départ de l'Aéroport international de São Paulo-Guarulhos et à destination de Belém-Val de Cans s'est écrasé près de São José do Xingu. Sur les 54 occupants, il y eut 13 morts, tous passagers. Les survivants ont été découverts deux jours plus tard[1],[2].

## Accès
L'aéroport est situé à 5 km du centre-ville de Marabá.